# Portrait de madame Duvaucey
Le Portrait de madame Duvaucey est un tableau réalisé en 1807 par Jean-Auguste-Dominique Ingres. Il représente Antonia Duvaucey de Nittis, maîtresse de Charles-Jean-Marie Alquier alors ambassadeur près le Saint-Siège. Il s'agit du premier portrait féminin peint lors du séjour de l'artiste à Rome. Le tableau fait partie des collections du Musée Condé de Chantilly. En 1833 Ingres en fit une copie destinée à Ary Scheffer qui se trouve au musée Bonnat.

## Historique
Ingres peint ce portrait en 1807, alors qu'il est pensionnaire à l'académie de France à Rome. Le modèle, qu'il rencontre dans les Apennins romains, est Anna-Antonia de Nittis, alors veuve du capitaine d'infanterie Charles-Louis Duvaucey, maîtresse du baron Charles-Jean-Marie Alquier, ambassadeur de France près le Saint-Siège à Rome, alors l'une des femmes les plus en vue de la ville. 
Payé 500 francs à l'artiste, c'est l'un des deux portraits peints par Ingres lors de son séjour à Rome avec le Portrait de François-Marius Granet. Ils sont tous les deux probablement exposés lors de l'exposition internationale au Musées du Capitole en 1809.
En France, le portrait, dont la propriété demeure à Madame Duvaucey, est exposé pour la première fois au salon de 1833, aux côtés d'un autre portrait d'Ingres, le Portrait de M. Bertin, peint lui l'année précédente : Ingres veut alors en souligner les contrastes et montrer qu'il a abandonné la manière plate et sans modelé de sa jeunesse, évoquant la forte stylisation des primitifs italiens, pour un style plus classique et naturaliste, sans toutefois se renier. 
C'est peut-être à cette occasion qu'Antonia Duvaucey, qui connait des difficultés financières après la mort de Charles-Jean-Marie Alquier, cherche à vendre le tableau et fait pour cela appel à l'aide d'Ingres. Il est possible que la vente n'intervienne qu'en 1846.
Alors qu'un critique se plaignait de sa « qualité sèche, sans ombre, et… de son anatomie défectueuse », le tableau a un énorme succès, étant le plus acclamé du Salon, et suscite l'admiration critique et populaire. Ingres est largement salué, notamment pour son habileté du dessin et sa « religion de la forme ». Il est aujourd'hui considéré comme révolutionnaire dans l'histoire du portrait.
Par l'intermédiaire de l'artiste qui la reconnait, le tableau est acquis par Frédéric Reiset qui le présente à l'exposition universelle de 1855 où, parmi les sept portraits d'Ingres présentés, il est le seul à recueillir des commentaires élogieux et à avoir un vrai succès. Reiset le conserve jusqu'en 1879, année de l'acquisition de toute sa collection de peintures par Henri d'Orléans, duc d'Aumale. Ce dernier l'expose alors dans son château de Chantilly où il se trouve toujours.

## Modèle
Le portrait est connu de 1807 jusqu'en 1968 sous le nom erroné de « Mme Devauçay ». Ingres ignore le nom de son modèle. Il inscrit sur son dessin préparatoire aujourd'hui au musée Ingres de Montauban, « Napolitaine Alquier », la pensant mariée à l'ambassadeur, puis le nomme la Maîtresse de l'ambassadeur, et enfin Portrait de Mme Duvauçay. Le portrait est présenté au Salon de 1833 et à l'exposition universelle de 1855, sous le nom de Portrait de Mme D. Une nouvelle de Stendhal, Une position sociale, publiée en 1832, est à l'origine de cette confusion, où Stendhal, qui par ailleurs connaissait Alquier, met en scène une « Mme de Vaussay », épouse de l'ambassadeur de France à Rome, s'inspirant du comte de Saint-Aulaire, créant ainsi un certain malentendu chez les critiques, aussi souvent des hommes de lettres.
Une partie de l'identité et de la vie du modèle est établie en 1968 grâce à Hans Naef à partir de documents réunis par Jules Alquier, le fils de l'ambassadeur, et conservés par ses descendants. Après son départ de Rome, Alquier continue à vivre avec la jeune veuve, faisant scandale. Elle l'accompagne à la cour de Stockholm et de Copenhague. Le baron s'exile à Bruxelles au début de la Seconde Restauration et rentre en France en 1818, y laissant peut-être Mme Duvaucey. Après la mort de sa femme en 1824, il retrouve sa maitresse dont il a eu un fils, Charles, vers 1804, qu'il souhaite alors épouser, mais n'en a pas le temps ou les moyens. Il meurt le 4 février 1826.
Dans une lettre publiée le 27 juin 1847 dans La Presse, Théophile Gautier confirme l'acquisition de l'œuvre par Reiset et révèle une rente de 1 000 francs octroyée par le collectionneur à Mme Duvaucey pour subvenir à ses besoins.

## Description
Anna-Antonia Duvaucey est placée dans un espace pictural plat, regardant frontalement le spectateur, vêtu de vêtements et d'accessoires somptueux. Le Portrait de Mme Duvaucey est reconnu pour exposer un charme énigmatique, et non « pas un portrait qui fait plaisir… [mais]… un portrait qui fait rêver ».
Assise de trois-quarts, Madame Duvaucey fixe directement le spectateur avec un léger sourire sournois et suggestif, qui lui donne un aspect un peu mystérieux. Sur un fond gris plat, la perspective du portrait est globalement très peu profonde. Il est encadré par les piqués vers l'intérieur de la chaise de style Louis XVI rose séché et or, et le châle de soie jaune pâle brodé de rouge. Madame Duvaucey tient un éventail coûteux et porte trois bagues partiellement visibles,  des bracelets et un élégant collier fin (en poils d'éléphantou bien en cheveux).
Typique des portraits féminins d'Ingres, son anatomie semble presque désossée. Ses bras sont disproportionnés, avec son bras gauche, bien plus long que son droit. Son cou est anormalement allongé et ne semble pas assez fort pour soutenir sa tête. Les traits de son visage semblent presque arabesques. Le critique contemporain Théophile Gautier écrit d'elle : « Ce n'est pas une femme que M. Ingres a peinte, mais l'image de l'antique Chimère, en habit Empire. »

## Analyse

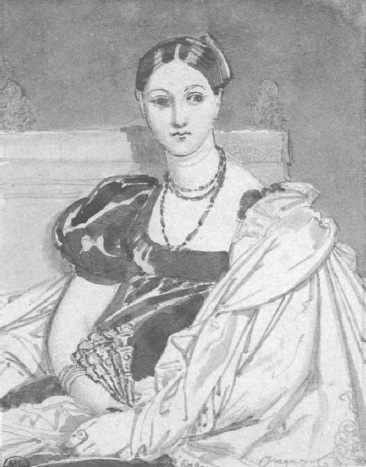
Étude pour un portrait de Mme Duvaucey, mine de plomb et craie noire.

L'absence de modelé et une gamme de couleurs réduite met en évidence la pureté des lignes et des contours. Comme dans La Grande Odalisque, Ingres redessine le réel pour en donner une image idéalisée, plus vraie que nature, multipliant les courbes à dessein. 
Ce portrait est marqué par l'influence de Raphaël (La Fornarina, palais Barberini). Le châle, les bijoux et le précieux éventail indiquent la qualité du modèle ; le velours chatoyant de la robe rappelle le portait de Madame Rivière. 
Dans un petit lavis préparatoire conservé au musée du Louvre, le modèle est assis dans un fauteuil à dossier rectangulaire, l'épaule gauche à peine découverte, le bras dissimulé parait trop long. Dans une seconde version, le fauteuil est arrondi. Dans une mine de plomb sur calque postérieure, l'épaulette gauche de la robe est plus importante. Le dernier grand calque est proche du tableau, mais comporte un coussin derrière le bras droit.

## Œuvres en rapport
Plusieurs dessins de la main du peintre sont encore conservés : l'un avec des carreaux  (MI.867.240), un autre présentant un coussin sous le bras droit, destinés à la gravure  (MI.867.241), tous deux au musée Ingres de Montauban. Un autre au musée du Louvre, réalisé d'après le tableau (inv. RF1443) et un autre au Petit Palais (PPD1281). Deux dessins sont également dans des collections privées dont l'un passé en vente chez Drouot le 25 novembre 1993 (lot 77).
Une peinture, réplique autographe réduite, est conservée au musée Bonnat de Bayonne : elle a été dédicacée par Ingres à Ary Scheffer. Deux gravures anciennes sont réalisées par Étienne Achille Réveil et Léopold Flameng.